# Portugis
O portugis ou ternateño, foi uma língua crioula de base portuguesa falada por cristãos de ascendência mista portuguesa e malaia nas ilhas de Ambão, Ternate e no oeste de Halmaera nas Molucas, nas ilhas de Banda e Macáçar (Indonésia), durante o século XVI a meados do século XX. A linguagem foi gradualmente substituído por um crioulo malaio chamado de malaio ambonês.

## História
Durante o ano de 1510, quando os portugueses chegaram ao maior arquipélago do mundo, a atual Indonésia, estabeleceram ao longo do arquipélago diversas feitorias. Nas ilhas Molucas, foi estabelecido um acordo com o sultão de Ternate, no qual os portugueses adquiriram o monopólio do cravinho. Mais tarde deslocaram-se de Ternate, para Ambão, Ceram e as ilhas de Banda. Ainda hoje na língua local, muitas palavras tem origem portuguesa (janela, cadeira, tacho, bandeira, etc).
Nas ilhas Celebes (Sulawesi) a sua presença foi muito forte, não apenas em termos comerciais, culturais, mas também religiosos. A sua capital, Macáçar, foi dominada pelos portugueses até 1660.
Nessas ilhas o portugis ou ternatenho, um crioulo baseado principalmente na língua portuguesa e no malaio, falado em Ternate, Ambão, Banda e Macáçar, está extinto. Em Ambon, o português sobrevive na língua atualmente falada, o malaio ambonês, um crioulo malaio que conta com cerca de 350 termos de origem portuguesa.